# 城辺町 (沖縄県)
城辺町（ぐすくべちょう）は、かつて沖縄県宮古郡にあった町。
2005年10月1日に平良市・下地町・上野村と合併し宮古島市となり消滅。町役場は福里に置かれ、合併後は宮古島市役所城辺庁舎となった。

## 地理
宮古島の南東部に位置する。

### 字・行政区
- 新城（あらぐすく）[5][6]
- 下里添（しもざとそえ）
- 砂川（すながわ）
- 友利（ともり）
- 長間（ながま）
- 西里添（にしざとそえ）
- 比嘉（ひが）
- 福里（ふくざと）
  - 福西 - 城辺町の中心地[7]
  - 福東
  - 福中
  - 福南
  - 福北
- 保良（ぼら）

### 隣接していた自治体
現在はいずれも宮古島市
- 平良市
- 宮古郡上野村（1948年7月まで下地村）

上野村分立前（1948年7月まで）は下地村（のちの下地町）が接していた。

## 歴史
- 城辺町域にあたる地域は、明治末期までは砂川間切（砂川、友利、下里添、西里添、福里、新城、保良）及び平良間切（長間、比嘉）に属していた[5]。
- 1908年（明治41年）4月1日 - 島嶼町村制により城辺村となる[5]。
- 1909年（明治42年） - 村役場を移転（以後、合併時まで同地に所在）[5]。
- 1934年（昭和9年） - 庁舎新築[5]。
- 1937年（昭和12年） - 瑞福隧道（比嘉トンネル）竣工[8][9]。
- 1942年（昭和17年） - 西中共同製糖工場設立[10]。
- 1947年（昭和22年）2月1日 - 町制を施行し城辺町となる。
- 1979年（昭和54年） - 皆福地下ダム完成[11]。
- 2005年（平成17年）10月1日 - 平良市・下地町・上野村と合併、宮古島市となり消滅。

## 現在の宮古島市城辺地域

### 道路
- 国道390号
- 沖縄県道78号平良城辺線（主要地方道）
- 沖縄県道83号保良西里線（主要地方道）
- 沖縄県道198号根間地与那節線
- 沖縄県道199号福里保良線
- 沖縄県道201号友利線
- 沖縄県道235号保良上地線
- 沖縄県道246号城辺下地線

### 教育
- 城辺町立城辺中学校
- 城辺町立砂川中学校
- 城辺町立西城中学校
- 城辺町立福嶺中学校
- 城辺町立城辺小学校
- 城辺町立砂川小学校
- 城辺町立西城小学校
- 城辺町立福嶺小学校

## 名所・旧跡・観光スポット・祭事・催事

### 天然記念物
- 仲原化石（町指定）[12]

### 史跡
- 高腰城跡（県指定）[12]
- 上比屋山（ういぴゃ一やま）遺跡（県指定）[12]
- 金志川泉（きんすうきゃーがー）

### 旧跡
- ムイガー
- 山川湧水

### 有形民俗文化財
- 友利あま井（県指定有形民俗文化財）[12]
- 野加那泉（ぬがながー）

### 無形文化財
- 上区の獅子舞（町指定無形文化財）[12]
- うるかのクイチャー（町指定無形文化財）[12]
- なりやまあやぐ（宮古民謡）

### その他
- 瑞福隧道（比嘉トンネル）[13]
- 西中共同製糖工場煙突[13]
- おっぱい山[13]
- 与那浜の松林[13]
- 西城小学校のガジュマル[13]
- 上原家のフクギ[13]
- 花切の前田家[13]
- びまる御嶽[13]
- 仲原鍾乳洞[13]
- パナリ岩礁[13]
- シンピキ゜山[13]

### 観光スポット
- 保良泉ビーチ[13]

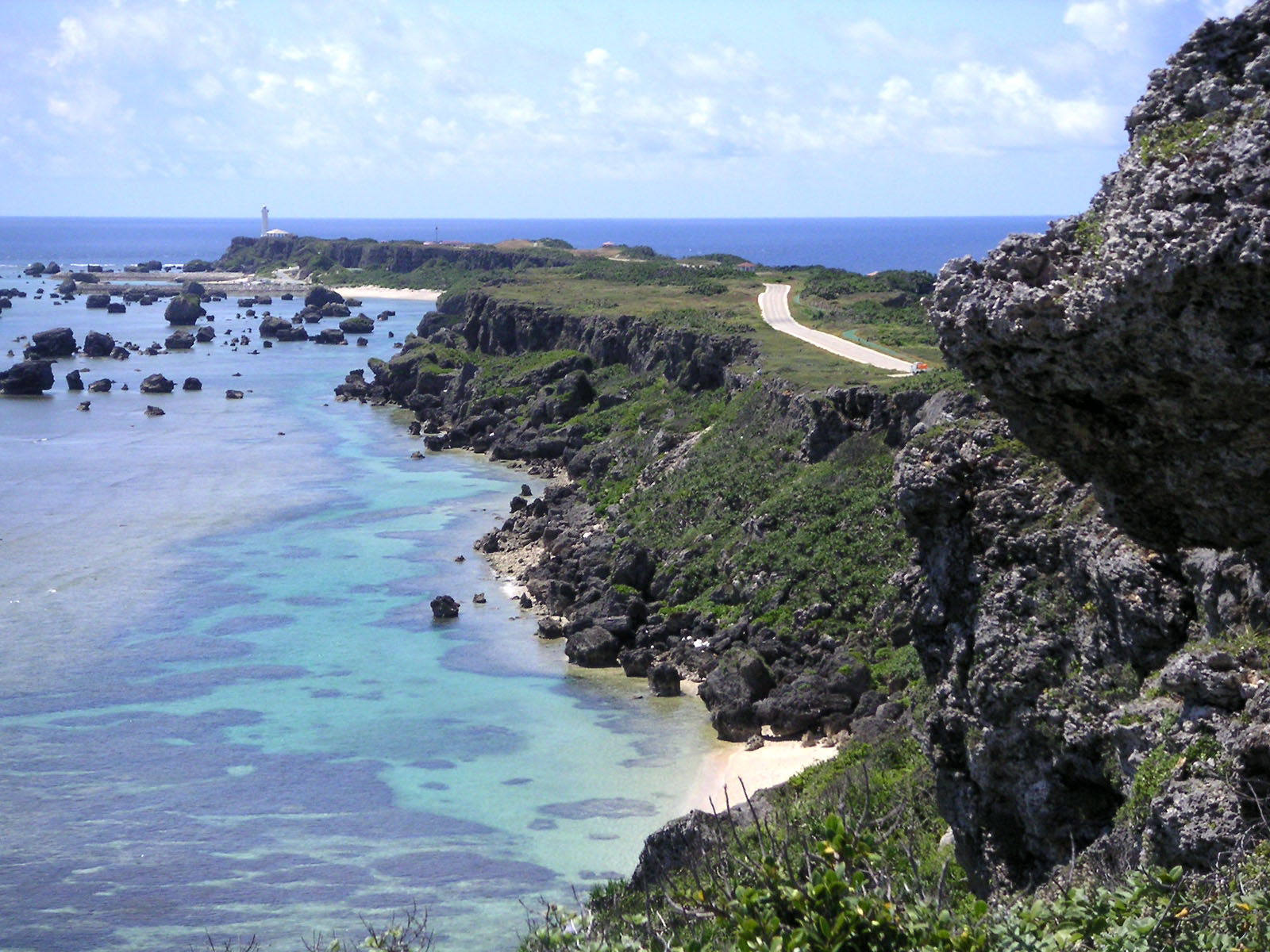
東平安名崎
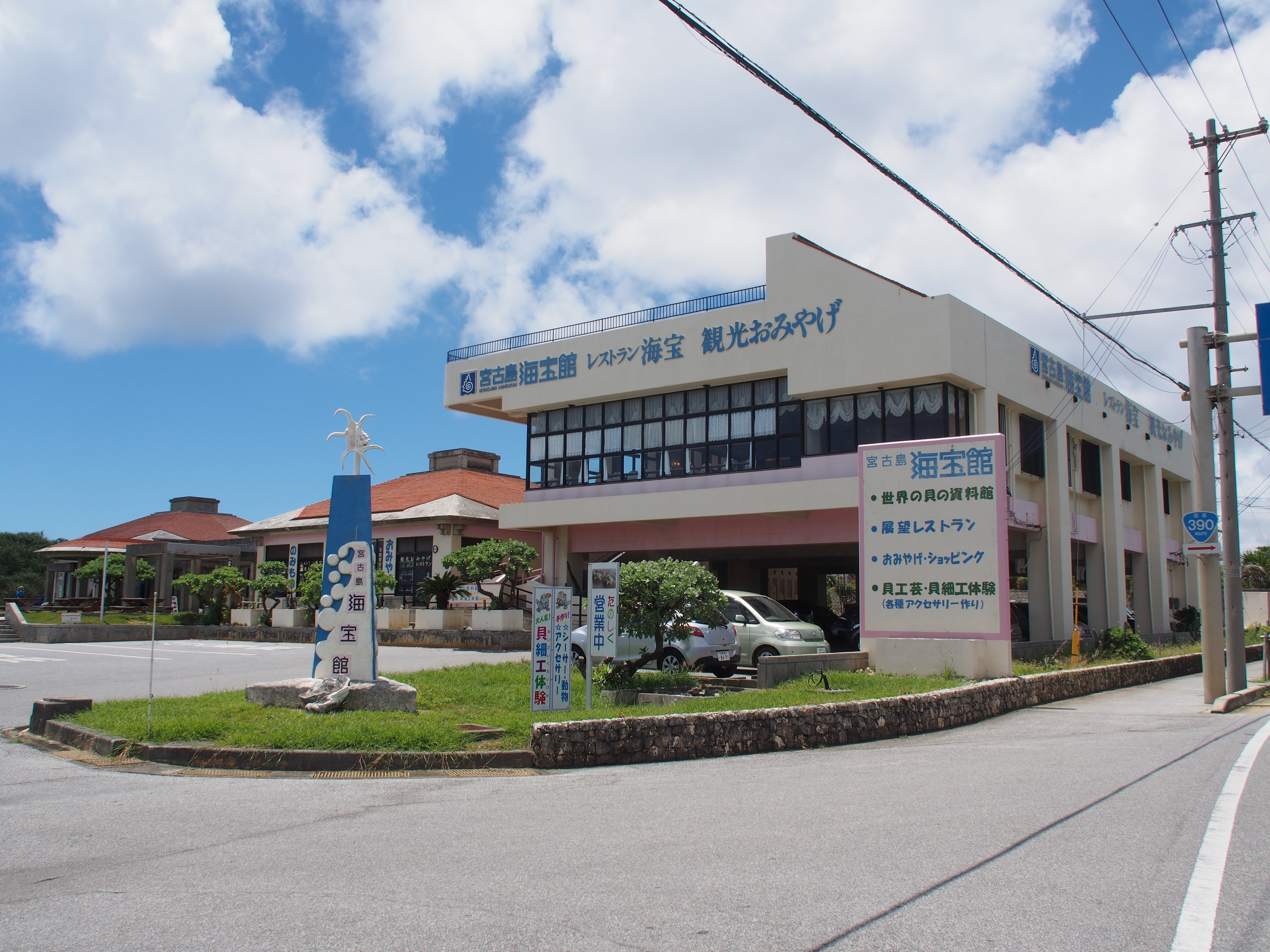
宮古島海宝館
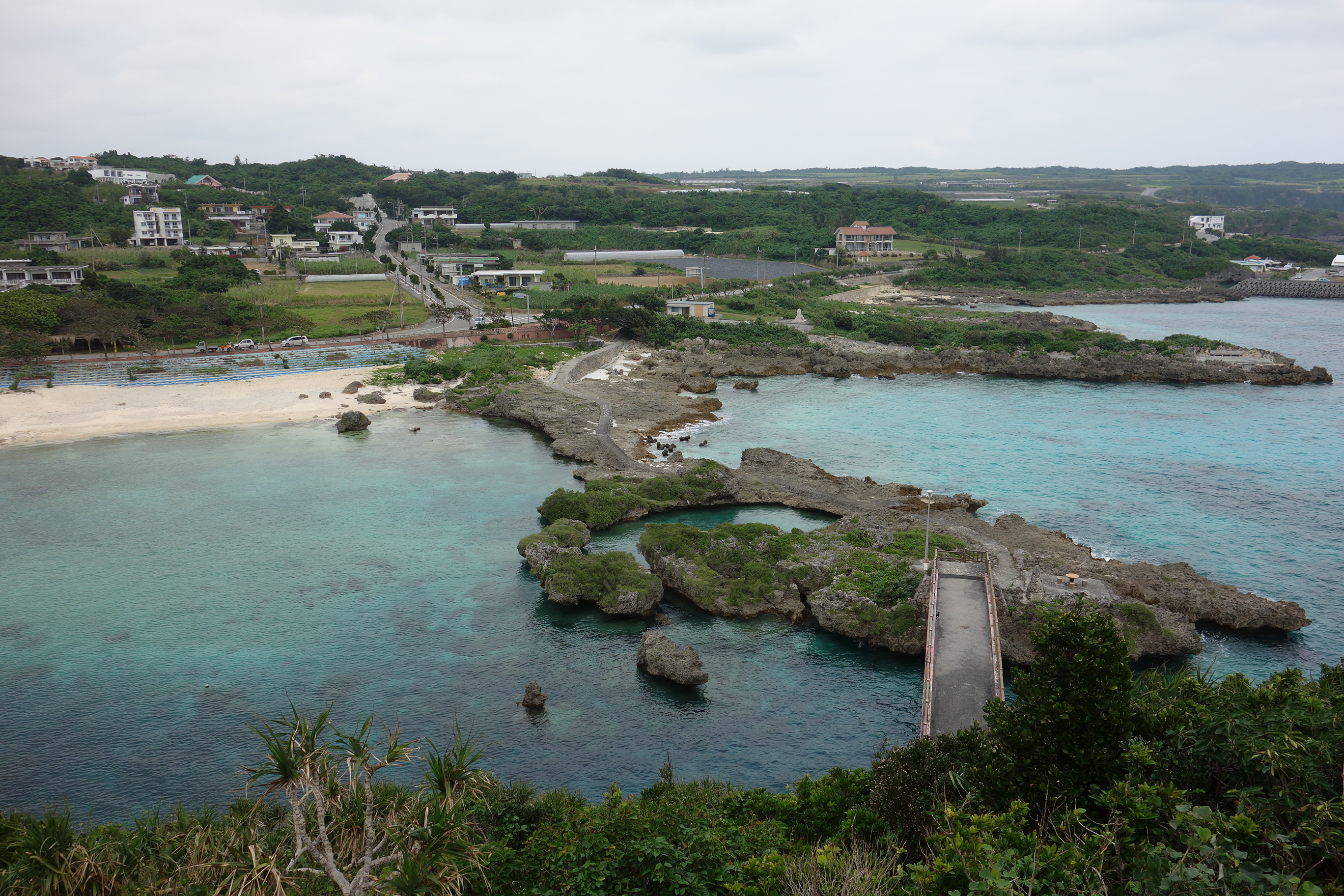
イムギャーマリンガーデン
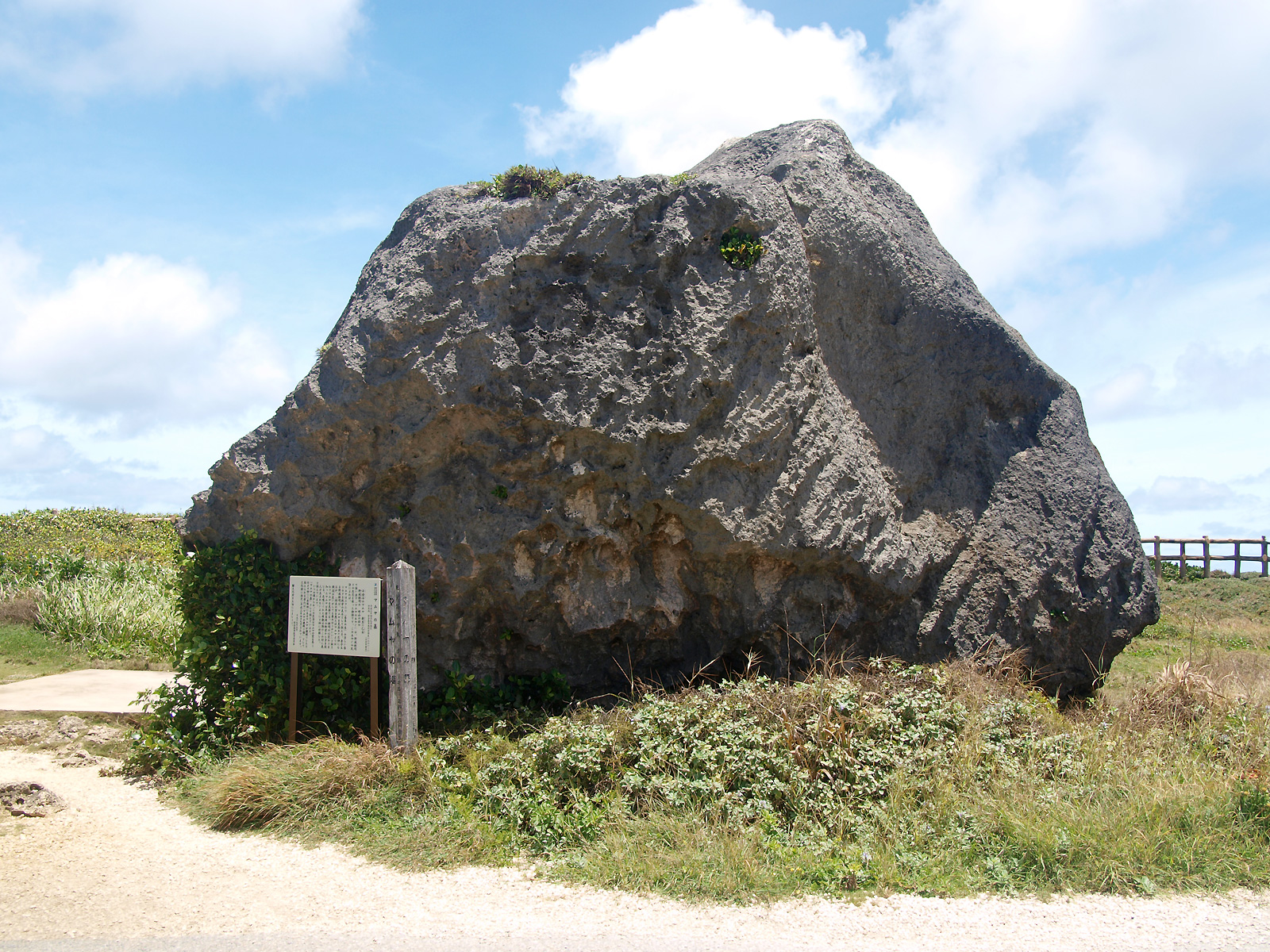
マムヤの墓
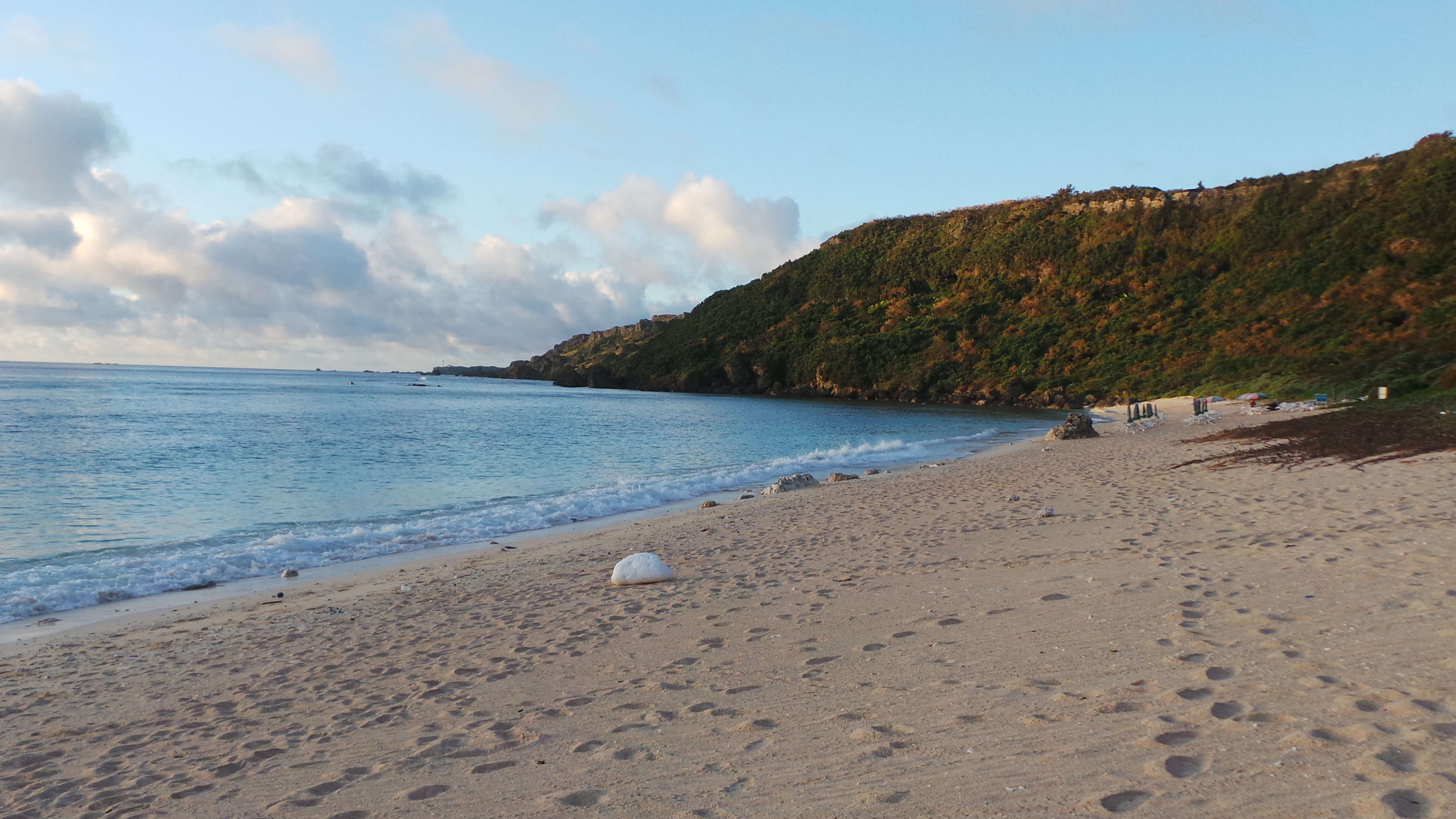
七又海岸
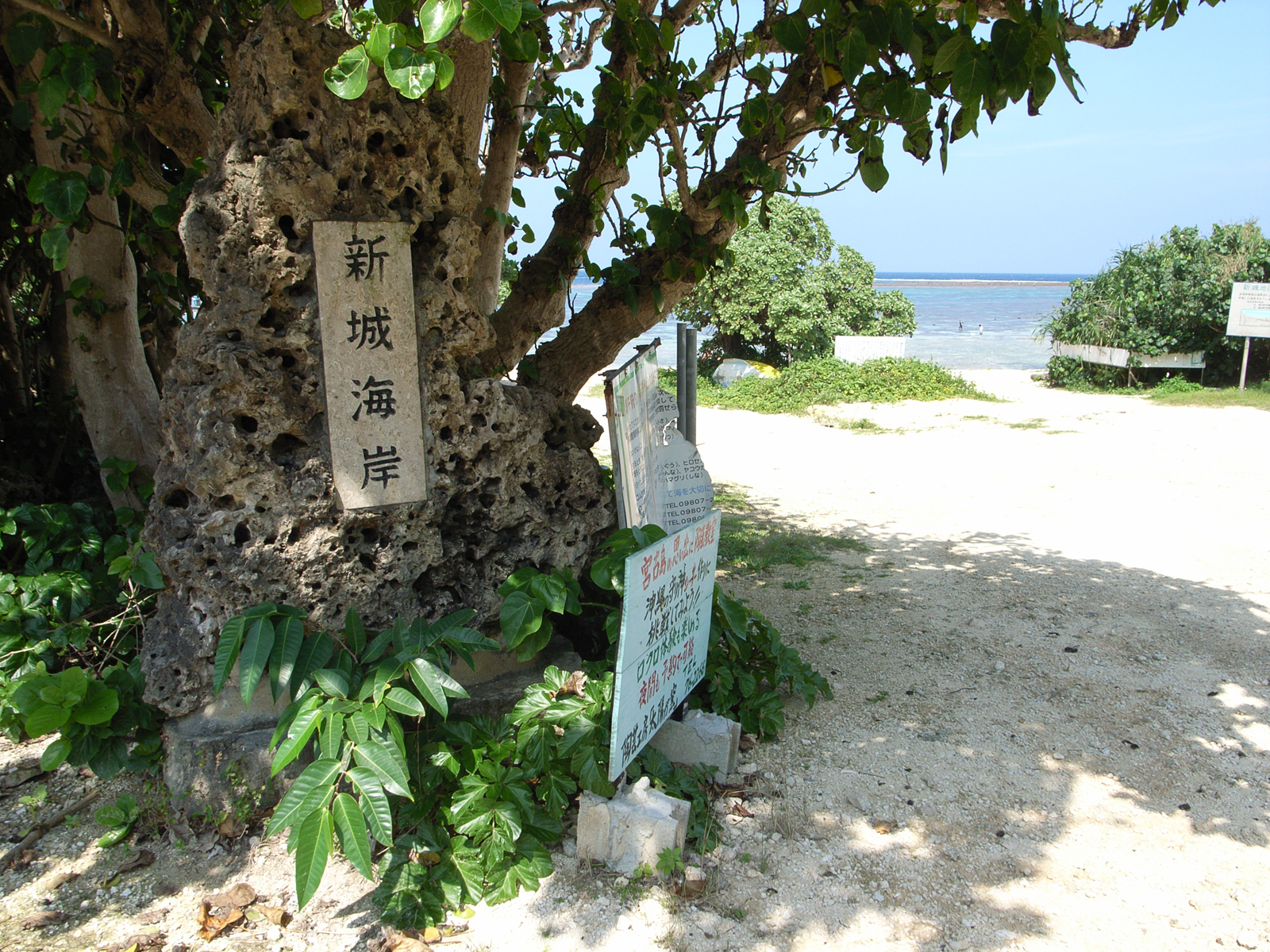
吉野海岸
- 新城海岸[13]
- オーシャンリンクス宮古島（ゴルフ場）[13]
- 皆福地下ダム[13]
- 宮古乗馬倶楽部[13]

- 東平安名岬
- 宮古島海宝館
- イムギャーマリンガーデン
- マムヤの墓
- 吉野海岸
- 新城海岸